# Седан (округ)
Седан (фр. Sedan) — округ (фр. Arrondissement) во Франции, один из округов в регионе Шампань-Арденны. Департамент округа — Арденны. Супрефектура — Седан.
Население округа на 2006 год составляло 62 129 человек. Плотность населения составляет 78 чел./км². Площадь округа составляет всего 792 км².